# Mimili
Mimili – miasto w Australii, w stanie Australia Południowa.